# توزیع ویبول
توزیع ویبول (به انگلیسی: Weibull distribution، ‎/ˈveɪbʊl/‎) یکی از توزیع‌های احتمالاتی پیوسته است. اگر چه این توزیع اولین بار توسط دانشمند فرانسوی فرچه در سال ۱۹۲۷ شناخته شد و سپس رزین و راملر در سال ۱۹۳۳ از آن برای توصیف توزیع اندازه ذرات بهره بردند، اما نام آن برگرفته از نام والودی ویبول است که آن را با جزئیات در سال ۱۹۵۱ توصیف کرد.
تابع چگالی احتمال:
{\displaystyle f(x;k,\lambda )={k \over \lambda }\left({x \over \lambda }\right)^{k-1}e^{-(x/\lambda )^{k}}\,}